# Coppa UEFA 2010-2011 (calcio a 5)
La Coppa UEFA 2010-2011 è stata la 10ª edizione del torneo continentale riservato ai club di calcio a 5 vincitori nella precedente stagione del massimo campionato delle federazioni affiliate alla UEFA. La competizione si è disputata tra il 14 agosto 2010 e il 1º maggio 2011 e ha coinvolto 48 squadre. I campioni in carica del Benfica e le prime tre squadre del ranking, cioè ElPozo Murcia, Qairat e Sinara, accedono direttamente al turno élite. Nella finale giocata ad Almaty, il debuttante Montesilvano ha battuto nettamente i portoghesi dello Sporting Lisbona, diventando la prima e finora unica squadra italiana a vincere la Coppa UEFA.

## Turno preliminare

### Gruppo A
| Squadra         | P.ti | G | V | N | P | GF | GS | DR |
| --------------- | ---- | - | - | - | - | -- | -- | -- |
| Sporting Fingal | 6    | 2 | 2 | 0 | 0 | 12 | 6  | +6 |
| Kaghsi          | 3    | 2 | 1 | 0 | 1 | 5  | 8  | -3 |
| Nautara         | 0    | 2 | 0 | 0 | 2 | 4  | 7  | -3 |

| Arbitri: | Vladimir Sarovik Kreshnik Hakrama Toni Lehtinen |

|                                          |           |                                                                              |
| Nemanis 7'43'’, 36'28'’ Gulbinas 11'52'’ | Marcatori | 4'16'’, 36'37'’ Hygo 16'10'’ (aut.) Karmazinas 27'50'’ Zambra 39'26'’ Fornal |

| Arbitri: | Toni Lehtinen Vladimir Sarovik Kreshnik Hakrama |

|                                                                                    |           |                                                        |
| De Melo 2'47'’, 38'45'’ Nunes 8'35'’, 31'07'’ Zambra 27'32'’ Hygo 37'49'’, 37'00'’ | Marcatori | 13'22'’ Sanamyan 34'08'’ Gyulambaryan 36'47'’ Simonyan |

| Arbitri: | Kreshnik Hakrama Toni Lehtinen Vladimir Sarovik |

|                                       |           |                     |
| Simonyan 29'57'’ Gyulambaryan 33'09'’ | Marcatori | 19'58'’ Kšanavičius |

### Gruppo B
| Squadra   | P.ti | G | V | N | P | GF | GS | DR |
| --------- | ---- | - | - | - | - | -- | -- | -- |
| Ilves     | 7    | 3 | 2 | 1 | 0 | 10 | 7  | +3 |
| BGA       | 6    | 3 | 2 | 0 | 1 | 11 | 8  | +3 |
| ZC Excess | 4    | 3 | 1 | 1 | 1 | 11 | 12 | -1 |
| Tirana    | 0    | 3 | 0 | 0 | 3 | 7  | 12 | -5 |

| Arbitri: | Balázs Farkas Ludovic Zmyslony Robert Rogers |

|                                                    |           |                 |
| Sairiala 12'08'’ Torvinen 24'32'’ Inapshba 38'22'’ | Marcatori | 31'12'’ Nikolli |

| Arbitri: | Alberto Maestroni Robert Rogers Ludovic Zmyslony |

|                              |           |                                                                             |
| Bassi 11'13'’ Răducu 17'34'’ | Marcatori | 10'51'’ Framholdt 14'52'’ Jepsen 17'17'’ Petersen 36'2'’, 39'22'’ Jørgensen |

| Arbitri: | Ludovic Zmyslony Alberto Maestroni Balázs Farkas |

|               |           |                                   |
| Çevik 39'46'’ | Marcatori | 23'04'’ Torvinen 23'50'’ Laitinen |

| Arbitri: | Robert Rogers Balázs Farkas Alberto Maestroni |

|                                                                 |           |                           |
| Cope 12'29'’ Manea 15'48'’ Ciangura 16'42'’ Baldacchino 39'19'’ | Marcatori | 6'54'’ Gjoni 30'36'’ Sina |

| Arbitri: | Robert Rogers Ludovic Zmyslony Balázs Farkas |

|                                                                      |           |                                                                                         |
| Nikolli 26'19'’ Manastirliu 29'41'’ (rig.) Hysa 31'48'’ Sina 39'28'’ | Marcatori | 11'39'’ Jepsen 14'09'’, 38'36'’ (t.l.) Jørgensen 16'34'’ Çevik 22'20'’ Damstoft Winther |

| Arbitri: | Alberto Maestroni Balázs Farkas Robert Rogers |

|                                                                                     |           |                                                                            |
| Teittinen 10'54'’ Nyblom 18'27'’ Inapshba 20'30'’ Laitinen 28'05'’ Torvinen 33'01'’ | Marcatori | 2'06'’, 27'54'’ (rig.), 36'35'’ (t.l.), 37'47'’ (t.l.) Răducu 24'48'’ Cope |

### Gruppo C
| Squadra             | P.ti | G | V | N | P | GF | GS | DR  |
| ------------------- | ---- | - | - | - | - | -- | -- | --- |
| Orlić Sarajevo      | 9    | 3 | 3 | 0 | 0 | 26 | 8  | +18 |
| Tornado Chișinău    | 6    | 3 | 2 | 0 | 1 | 16 | 13 | +3  |
| Stella Rossa Vienna | 1    | 3 | 0 | 1 | 2 | 11 | 17 | -6  |
| PYF Saltires        | 1    | 3 | 0 | 1 | 2 | 3  | 18 | -15 |

| Arbitri: | Kiazo Leladze Vitali Rakutski Christos Nicolaides |

|                                                                          |           |  |
| Băeşu 9'49'’, 39'31'’ Iavorschi 25'42'’ Frolov 33'54'’ Iacovenco 36'16'’ | Marcatori |  |

| Arbitri: | Cédric Waroux Christos Nicolaides Vitali Rakutski |

|                                                                 |           |                                                                                             |
| Smiljanić 5'04'’ Gager 37'52'’ (t.l.) Rizvanović 38'55'’ (t.l.) | Marcatori | 5'50'’, 9'57'’, 30'16'’ Janjić 6'45'’, 14'42'’, 36'45'’, 37'27'’ Mulahmetović 15'01'’ Harba |

| Arbitri: | Christos Nicolaides Cédric Waroux Kiazo Leladze |

|                                                                                          |           |                                                      |
| Mulahmetović 5'35'’ Blažić 11'13'’, 37'19'’, 37'49'’, 38'54'’ Kahvedžić 17'14'’, 23'14'’ | Marcatori | 3'20'’ Băeşu 7'27'’, 31'37'’ (rig.), 39'05'’ Coceban |

| Arbitri: | Vitali Rakutski Kiazo Leladze Cédric Waroux |

|                          |           |                              |
| Leitner 35'40'’, 37'03'’ | Marcatori | 25'51'’ Rivero 28'55'’ Keast |

| Arbitri: | Christos Nicolaides Cédric Waroux Kiazo Leladze |

|                |           | |
| Potter 13'40'’ | Marcatori | 11'07'’, 36'09'’ Mulahmetović 12'14'’ Ilić 18'38'’, 18'13'’, 19'17'’, 30'18'’ Harba 25'39'’, 26'55'’ Đuderija 32'11'’ Podbičanin 39'35'’ Kahvedžić |

| Arbitri: | Vitali Rakutski Kiazo Leladze Cédric Waroux |

| |           |                                                                          |
| Barbic 16'18'’ (aut.) Frolov 17'52'’, 25'33'’, 37'39'’ (t.l.) Coceban 22'28'’ Iacovenco 35'53'’ Băeşu 39'07'’ | Marcatori | 4'17'’, 37'13'’ Aigner 18'33'’, 19'43'’, 36'11'’ Belen 35'31'’ Smiljanić |

### Gruppo D
| Squadra        | P.ti | G | V | N | P | GF | GS | DR |
| -------------- | ---- | - | - | - | - | -- | -- | -- |
| AGBU Ararat    | 6    | 3 | 2 | 0 | 1 | 9  | 7  | +2 |
| Croatia Berlin | 6    | 3 | 2 | 0 | 1 | 14 | 10 | +4 |
| Levski Sofia   | 4    | 3 | 1 | 1 | 1 | 11 | 9  | +2 |
| Anži Tallinn   | 1    | 3 | 0 | 1 | 2 | 8  | 16 | -8 |

| Arbitri: | Saša Tomić Pablo Pérez Radek Venc |

|                                   |           |                                           |
| Nestorov 5'57'’, 11'54'’, 33'30'’ | Marcatori | 7'17'’, 36'23'’ Kirilov 11'00'’ Šteinberg |

| Arbitri: | Francisco Parrinha Radek Venc Pablo Pérez |

|                                          |           |               |
| Menezes 5'23'’, 12'46'’ Totladze 21'12'’ | Marcatori | 25'23'’ Ćorić |

| Arbitri: | Pablo Pérez Francisco Parrinha Radek Venc |

| |           |                                                                |
| Marschel 6'12'’ Duvnjak 27'32'’ Ivanov-Todorov 28'22'’ (aut.) J. Milanović 28'49'’ Vukadin 32'06'’ Schrödter 36'14'’ (rig.) | Marcatori | 7'54'’, 29'42'’ Nestorov 8'54'’ Ivanov-Todorov 21'51'’ Vasilev |

| Arbitri: | Radek Venc Saša Tomić Francisco Parrinha |

| |           |                                         |
| Totladze 8'03'’, 23'25'’, 35'03'’ (t.l.) Nazaretian 22'06'’ (rig.) Matvejevs 31'37'’ Ursell 38'59'’ | Marcatori | 10'31'’ (rig.) Kirilov 28'38'’ Tiismann |

| Arbitri: | Radek Venc Pablo Pérez Francisco Parrinha |

|                                                |           | |
| Kulikov 25'58'’ Kirilov 34'50'’ Kuslap 38'26'’ | Marcatori | 2'57'’ Duvnjak 4'12'’, 37'26'’ Vukadin 4'27'’ Schrödter 17'14'’ Z. Milanović 31'38'’ Marschel 38'50'’ Ćorić |

| Arbitri: | Francisco Parrinha Saša Tomić Pablo Pérez |

|                                                    |           |  |
| Bozhankov 9'05'’ Vasilev 23'40'’, 36'17'’, 36'51'’ | Marcatori |  |

### Gruppo E
| Squadra               | P.ti | G | V | N | P | GF | GS | DR  |
| --------------------- | ---- | - | - | - | - | -- | -- | --- |
| Železarec             | 7    | 3 | 2 | 1 | 0 | 17 | 7  | +10 |
| KFUM Oslo             | 7    | 3 | 2 | 1 | 0 | 15 | 7  | +8  |
| CDSM Danilovgrad      | 3    | 3 | 1 | 0 | 2 | 12 | 13 | -1  |
| İstanbul Üniversitesi | 0    | 3 | 0 | 0 | 3 | 11 | 28 | -17 |

| Arbitri: | Robert Pieter Lenting Tomer Cohen Swen Eichler |

|                                            |           |                                                                                                |
| Ćetković 9'53'’, 14'47'’ Bojanović 11'13'’ | Marcatori | 5'33'’, 22'06'’ Sortevik 9'34'’ Brevik 11'42'’, 35'54'’ T. Sæther 19'37'’ Jonvik 28'25'’ Valøy |

| Arbitri: | Gerald Bauernfeind Swen Eichler Tomer Cohen |

| |           |                                                                 |
| Nazkovski 3'43'’, 24'36'’, 31'55'’ Ljubomir 6'23'’, 33'22'’ Petrovski 12'15'’ Rangotov 19'57'’, 35'38'’ Krstevski 21'05'’ Stefanovski 26'23'’ Leveski 36'35'’, 39'18'’, 39'35'’ | Marcatori | 9'58'’ Akalp 16'35'’, 24'25'’ Kaplandar 22'35'’, 29'24'’ Özütok |

| Arbitri: | Swen Eichler Tomer Cohen Gerald Bauernfeind |

|                                      |           | |
| Savaş 2'02'’ Okutan 35'07'’, 39'24'’ | Marcatori | 3'31'’, 10'27'’, 31'33'’ Barović 8'51'’, 31'58'’, 34'57'’ I. Jovanović 26'20'’ Bojanović 34'13'’ Vukčević |

| Arbitri: | Gerald Bauernfeind Robert Pieter Lenting Swen Eichler |

|                  |           |                  |
| Rangotov 19'45'’ | Marcatori | 12'43'’ Sortevik |

| Arbitri: | Tomer Cohen Gerald Bauernfeind Robert Pieter Lenting |

| |           |                                             |
| T. Sæther 6'20'’ Sortevik 7'17'’, 18'53'’ Valøy 13'37'’ Brevik 21'39'’ J. Sæther 35'28.’ Jonvik 36'41'’ | Marcatori | 6'08'’ Özütok 26'39'’ Okutan 32'31'’ Işıkay |

| Arbitri: | Robert Pieter Lenting Swen Eichler Gerald Bauernfeind |

|                  |           |                                                            |
| Ćetković 39'46'’ | Marcatori | 12'29'’ Leveski 29'02'’ Ma. Todorovski 32'15'’ Stefanovski |

### Gruppo F
| Squadra           | P.ti | G | V | N | P | GF | GS | DR  |
| ----------------- | ---- | - | - | - | - | -- | -- | --- |
| Győri ETO         | 9    | 3 | 3 | 0 | 0 | 23 | 5  | +18 |
| Helvecia          | 6    | 3 | 2 | 0 | 1 | 9  | 11 | -2  |
| Croatia Appenzell | 3    | 3 | 1 | 0 | 2 | 17 | 13 | +4  |
| Encamp            | 0    | 3 | 0 | 0 | 3 | 6  | 26 | -20 |

| Arbitri: | Eduard Mikaelyan Kalin Kinov Polidoros Anninos |

|                                                                      |           |                              |
| Mota 6'31'’ (aut.) Moraes 20'39'’ Macarrão 29'14'’ Neubecker 39'07'’ | Marcatori | 14'30'’ Mota 21'53'’ Beltrán |

| Arbitri: | Fernando Gutiérrez Polidoros Anninos Kalin Kinov |

|                                                                             |           |                                                   |
| Madarász 1'18'’ Dróth 7'04'’ Al-Ioani 8'55'’ Neris 9'06'’, 12'10'’, 25'05'’ | Marcatori | 16'03'’ Radusin 29'18'’ Gulan 30'28'’ (t.l.) Šego |

| Arbitri: | Polidoros Anninos Eduard Mikaelyan Fernando Gutiérrez |

|                              |           |                                              |
| Drndić 17'16'’ Gulan 33'06'’ | Marcatori | 9'28'’ Lisboa 19'51'’ Macarrão 24'40'’ Ediel |

| Arbitri: | Kalin Kinov Fernando Gutiérrez Eduard Mikaelyan |

| |           |  |
| Amrani 4'47'’ Neris 10'41'’, 32'34'’, 33'46'’ Harnisch 16'37'’, 36'41'’ Madarász 18'14'’, 19'20'’ Dróth 28'34'’ Tóth 29'47'’ | Marcatori |  |

| Arbitri: | Polidoros Anninos Eduard Mikaelyan Kalin Kinov |

|                                                |           | |
| Mota 8'30'’, 33'28'’, 34'30'’ Ferreiro 21'48'’ | Marcatori | 0'57'’ Agatić 4'50'’, 36'10'’ Drndić 16'16'’, 27'06'’ Radusin 28'14'’, 36'45'’ Novoselac 29'15'’, 35'20'’ Gashi 31'42'’ Mijatović 32'27'’, 38'05'’ Gulan |

| Arbitri: | Kalin Kinov Fernando Gutiérrez Polidoros Anninos |

|                                    |           |                                                                                            |
| Macarrão 27'34'’ Neubecker 39'59'’ | Marcatori | 0'12'’, 2'58'’ Madarász 4'18'’ Amrani 8'46'’, 35'50'’, 38'32'’ Al-Ioani 20'18'’ Gyurcsányi |

### Gruppo G
| Squadra         | P.ti | G | V | N | P | GF | GS | DR  |
| --------------- | ---- | - | - | - | - | -- | -- | --- |
| Kremlin-Bicêtre | 7    | 3 | 2 | 1 | 0 | 38 | 10 | +28 |
| Eindhoven       | 7    | 3 | 2 | 1 | 0 | 31 | 9  | +22 |
| Keflavík        | 3    | 3 | 1 | 0 | 2 | 20 | 39 | -19 |
| Vimmerby        | 0    | 3 | 0 | 0 | 3 | 9  | 40 | -31 |

| Arbitri: | Gregor Kovačič Ainar Kuusk Kamil Çetin |

|                                                        |           |                                          |
| Ab. Zouthane 11'34'’ Ad. Zouthane 16'13'’ Bali 35'31'’ | Marcatori | 11'26'’, 38'11'’ Vita 22'14'’ Bouchamama |

| Arbitri: | Marc Birkett Kamil Çetin Ainar Kuusk |

| |           |                                                                                        |
| Hafsteinsson 9'13'’ Þorsteinsson 12'13'’, 22'20'’, 34'55'’, 36'03'’ B. Ljubičić 20'33'’, 30'30'’ Steinarsson 21'44'’, 24'35'’ Males 36'44'’ | Marcatori | 25'45'’ Nilsson 27'38'’, 29'03'’ Runesson 33'31'’, 36'27'’ Thuresson 38'20'’ Simonsson |

| Arbitri: | Ainar Kuusk Marc Birkett Gregor Kovačič |

|                     |           | |
| A. Carlsson 15'38'’ | Marcatori | 4'32'’, 15'16'’, 27'46'’, 37'31'’ Allouch 5'56'’, 22'52'’ Ad. Zouthane 14'45'’ Erens 15'23'’, 16'13'’, 39'03'’ Bali 30'50'’ El Allouchi 33'58'’ de Kramer |

| Arbitri: | Kamil Çetin Gregor Kovačič Marc Birkett |

| |           | |
| Þorsteinsson 2'06'’ Guðmundsson 2'32'’ Traustason 32'00'’ Hafsteinsson 33'39'’ Steinarsson 38'13'’ (t.l.) | Marcatori | 3'19'’, 9'38'’, 19'50'’ Bourroum 4'03'’, 31'00'’, 36'46'’ Kourar 5'17'’ Sainte-Claire 5'27'’ Pezeron 6'24'’, 14'38'’, 18'48'’, 27'55'’, 37'27'’, 37'39'’ Vita 7'56'’, 31'30'’ Akkouche 22'18'’ Tache |

| Arbitri: | Marc Birkett Ainar Kuusk Kamil Çetin |

| |           |                                   |
| Bouchamama 0'24'’, 17'58'’, 32'50'’ Vita 0'44'’, 2'44'’, 3'22'’, 6'10'’, 21'08'’, 24'29'’, 31'09'’, 34'06'’ Kourar 9'17'’, 22'23'’ Simonsson 15'02'’ (aut.) Bourroum 22'12'’, 28'24'’ Tache 32'32'’ Sainte-Claire 39'42'’ | Marcatori | 8'58'’ Runesson 11'20'’ Thuresson |

| Arbitri: | Gregor Kovačič Kamil Çetin Ainar Kuusk |

| |           | |
| Bali 1'44'’, 8'37'’, 24'46'’ El Allouchi 9'56'’, 14'30'’, 14'58'’, 19'55'’, 25'47'’ Ab. Zouthane 10'21'’, 11'03'’, 27'06'’ Ad. Zouthane 14'14'’, 31'31'’, 34'18'’ Erens 28'57'’, 35'58'’ | Marcatori | 6'15'’ B. Ljubičić 10'41'’ Þorsteinsson 16'32'’ (rig.) Steinarsson 29'22'’ Magnússon 38'41'’ Traustason |

## Turno principale

### Gruppo 1
| Squadra          | P.ti | G | V | N | P | GF | GS | DR |
| ---------------- | ---- | - | - | - | - | -- | -- | -- |
| Sporting Lisbona | 9    | 3 | 3 | 0 | 0 | 9  | 3  | +6 |
| Slov-Matic FOFO  | 6    | 3 | 2 | 0 | 1 | 7  | 4  | +3 |
| Kobarid          | 3    | 3 | 1 | 0 | 2 | 7  | 7  | 0  |
| Železarec        | 0    | 3 | 0 | 0 | 3 | 5  | 14 | -9 |

| Arbitri: | Tommi Grönman Dragan Skakić Aleksandras Sliva |

|                                                            |           |                  |
| Cary 3'39'’ Cardinal 4'57'’, 14'02'’ Caio 11'01'’, 36'04'’ | Marcatori | 36'26'’ Ljubomir |

| Arbitri: | Abdallah Benazzi Aleksandras Sliva Dragan Skakić |

|                                  |           |                |
| Fehérvári 34'59'’ Várady 39'59'’ | Marcatori | 20'17'’ Sovdat |

| Arbitri: | Dragan Skakić Tommi Grönman Abdallah Benazzi |

|                |           |                          |
| Sovdat 21'56'’ | Marcatori | 2'18'’ Cary 26'40'’ Alex |

| Arbitri: | Aleksandras Sliva Abdallah Benazzi Tommi Grönman |

|                                                      |           |                      |
| Sláma 27'07'’ Hal'ko 32'51'’, 36'13'’ Rejžek 38'17'’ | Marcatori | 33'03'’ (aut.) Sláma |

| Arbitri: | Tommi Grönman Aleksandras Sliva Dragan Skakić |

|                      |           |               |
| Caio 6'30'’, 35'35'’ | Marcatori | 29'08'’ Rafaj |

| Arbitri: | Abdallah Benazzi Dragan Skakić Aleksandras Sliva |

|                                                                |           |                                                                       |
| Ma. Todorovski 5'14'’ Rangotov 21'21'’ (rig.) Ljubomir 26'49'’ | Marcatori | 6'26'’, 35'06'’ (rig.) Ručna 24'36'’ Rosič 36'50'’ Zorč 39'33'’ Kovač |

### Gruppo 2
| Squadra        | P.ti | G | V | N | P | GF | GS | DR  |
| -------------- | ---- | - | - | - | - | -- | -- | --- |
| Tajm Leopoli   | 9    | 3 | 3 | 0 | 0 | 16 | 5  | +11 |
| AGBU Ararat    | 4    | 3 | 1 | 1 | 1 | 7  | 9  | -2  |
| Orlić Sarajevo | 3    | 3 | 1 | 0 | 2 | 7  | 9  | -2  |
| Athina 90      | 1    | 3 | 0 | 1 | 2 | 8  | 15 | -7  |

| Arbitri: | Borislav Kolev Jan Kresta Gábor Kovács |

|                                                            |           |                                                           |
| Begaj 14'58'’ (rig.) Mourdoukoutas 17'44'’ Iliadis 26'02'’ | Marcatori | 2'44'’, 18'20'’ Kahvedžić 6'55'’ Bećarević 14'15'’ Gavrić |

| Arbitri: | Sreten Vasić Gábor Kovács Jan Kresta |

|                                                                          |           |               |
| Pavlenko 9'13'’, 15'32'’ Kondratjuk 19'52'’ Ovsyannikov 30'05'’, 38'36'’ | Marcatori | 39'09'’ Csoma |

| Arbitri: | Gábor Kovács Sreten Vasić Borislav Kolev |

|                                |           |                                       |
| Mihály 37'07'’ Menezes 38'07'’ | Marcatori | 18'56'’ Artinos 39'07'’ Mourdoukoutas |

| Arbitri: | Jan Kresta Borislav Kolev Sreten Vasić |

|                          |           |                     |
| Makajev 11'44'’, 12'42'’ | Marcatori | 8'09'’ Mulahmetović |

| Arbitri: | Gábor Kovács Sreten Vasić Borislav Kolev |

|                       |           |                                                       |
| Harba 9'12'’, 15'05'’ | Marcatori | 5'47'’ Csoma 6'04'’, 39'52'’ Szöcs 24'04'’ Devdariani |

| Arbitri: | Jan Kresta Borislav Kolev Sreten Vasić |

|                                                           |           | |
| Bousmpouras 16'35'’ Mourdoukoutas 32'49'’ Paouris 40'00'’ | Marcatori | 9'10'’ Jakunyn 19'05'’, 31'26'’, 37'59'’ Kondratjuk 20' 35'’, 26'20'’ Skoryj 21'29'’, 28'56'’ Lehčanov 33'22'’ Bondar |

### Gruppo 3
| Squadra         | P.ti | G | V | N | P | GF | GS | DR  |
| --------------- | ---- | - | - | - | - | -- | -- | --- |
| Araz Naxçıvan   | 9    | 3 | 3 | 0 | 0 | 17 | 7  | +10 |
| City'us TM      | 6    | 3 | 2 | 0 | 1 | 16 | 6  | +10 |
| Nikars          | 3    | 3 | 1 | 0 | 2 | 7  | 15 | -8  |
| Sporting Fingal | 0    | 3 | 0 | 0 | 3 | 7  | 19 | -12 |

| Arbitri: | Luca Giacomin Danijel Janošević Marjan Markoski |

| |           |                                                       |
| Duškevič 0'54'’ A. Silva 7'10'’, 34'21'’ Luciano 30'20'’ Felipe 34'04'’ Borisov 35'57'’ Éder 37'11'’ | Marcatori | 13'21'’ Langtry 18'58'’, 24'25'’ Hygo 19'13'’ De Melo |

| Arbitri: | Ivan Šabanov Marjan Markoski Danijel Janošević |

| |           |                  |
| Ignat 8'26'’ Gherman 10'23'’, 39'54'’ F. Matei 16'01'’ (rig.), 30'07'’, 39'03'’ (rig.) Philipe 19'05'’ | Marcatori | 28'00'’ Baranovs |

| Arbitri: | Marjan Markoski Ivan Šabanov Luca Giacomin |

|                           |           |                                                                                    |
| Selezņovs 2'13'’, 12'02'’ | Marcatori | 2'42'’, 4'16'’, 32'07'’ Borisov 17'32'’, 27'22'’ A. Silva 25'36'’, 31'59'’ Luciano |

| Arbitri: | Danijel Janošević Luca Giacomin Ivan Šabanov |

| |           |                                    |
| F. Matei 10'09'’ Gherman 13'52'’, 27'45'’, 36'47'’ Stoica 15'21'’, 39'20'’ Radu 17'45'’ Lupu 19'15'’ | Marcatori | 7'21'’ Hygo 19'59'’ (t.l.) De Melo |

| Arbitri: | Luca Giacomin Ivan Šabanov Marjan Markoski |

|                |           |                                                         |
| Zambra 10'11'’ | Marcatori | 15'53'’ (rig.), 21'50'’, 38'21'’ Baranovs 30'51'’ Dacko |

| Arbitri: | Danijel Janošević Marjan Markoski Ivan Šabanov |

|                                    |           |               |
| A. Silva 17'03'’, 19'22'’, 39'15'’ | Marcatori | 39'09'’ Ignat |

### Gruppo 4
| Squadra          | P.ti | G | V | N | P | GF | GS | DR |
| ---------------- | ---- | - | - | - | - | -- | -- | -- |
| Iberia Star      | 7    | 3 | 2 | 1 | 0 | 16 | 9  | +7 |
| Era-Pack Chrudim | 6    | 3 | 2 | 0 | 1 | 11 | 10 | +1 |
| Mapid Minsk      | 3    | 3 | 1 | 0 | 2 | 9  | 13 | -4 |
| Győri ETO        | 1    | 3 | 0 | 1 | 2 | 9  | 13 | -4 |

| Arbitri: | Pascal Fritz Gabriel Gherman Szymon Lizak |

|                                                                       |           |                                                                     |
| Fumaça 6'51'’, 22'04'’ B. Melo 28'06'’ Roninho 36'05'’ Xavier 38'19'’ | Marcatori | 27'14'’, 37'37'’ Dróth 32'00'’ Harnisch 33'38'’ Moreno 35'58'’ Lódi |

| Arbitri: | Antonis Constantinides Szymon Lizak Gabriel Gherman |

|                                                                             |           |                                     |
| Dentinho 12'15'’, 23'22'’ Vladyka 26'00'’, 33'15'’ Popelka 30'24'’, 31'32'’ | Marcatori | 14'51'’ Padalinski 18'48'’ Skadorva |

| Arbitri: | Szymon Lizak Antonis Constantinides Pascal Fritz |

|                                                            |           |                                                                                        |
| Papoŭ 8'40'’, 26'12'’ Padalinski 18'00'’ Savintsev 19'26'’ | Marcatori | 5'13'’ Juliermes 27'54'’, 29'03'’ Altunashvili 30'04'’ Roninho 31'20'’, 39'58'’ Xavier |

| Arbitri: | Gabriel Gherman Pascal Fritz Antonis Constantinides |

|                                                                                                |           |                                       |
| Douglas Júnior 3'49'’ Rešetár 9'38'’ Dentinho 18'22'’ M. Mareš 39'24'’ (rig.) R. Mareš 39'52'’ | Marcatori | 1'32'’, 25'45'’ Lódi 36'48'’ Madarász |

| Arbitri: | Gabriel Gherman Szymon Lizak Antonis Constantinides |

|                 |           |                                           |
| Madarász 2'02'’ | Marcatori | 8'57'’, 10'00'’ Savintsev 38'27'’ Eliseev |

| Arbitri: | Pascal Fritz Antonis Constantinides Szymon Lizak |

|                                                                    |           |  |
| Fumaça 2'14'’, 19'55'’ Xavier 6'38'’, 17'39'’ Altunashvili 37'16'’ | Marcatori |  |

### Gruppo 5
| Squadra           | P.ti | G | V | N | P | GF | GS | DR  |
| ----------------- | ---- | - | - | - | - | -- | -- | --- |
| Montesilvano      | 9    | 3 | 3 | 0 | 0 | 14 | 3  | +11 |
| Nacional Zagabria | 4    | 3 | 1 | 1 | 1 | 10 | 5  | +5  |
| ASA Tel Aviv      | 4    | 3 | 1 | 1 | 1 | 10 | 11 | -1  |
| Ilves             | 0    | 3 | 0 | 0 | 3 | 5  | 20 | -15 |

| Arbitri: | Stephan Kammerer Stéphane Deraeve Eduardo Coelho |

|                                                                                                |           |                |
| Novak 2'30'’, 5'04'’, 35'39'’ Ko. Morina 4'04'’ Drasler 7'23'’ Ugarković 17'34'’ Grcić 37'30'’ | Marcatori | 10'52'’ Pakola |

| Arbitri: | Dejan Nikolić Eduardo Coelho Stéphane Deraeve |

|                                                                               |           |                  |
| Rogério 8'11'’ Borruto 15'37'’, 28'46'’ Baptistella 22'35'’, 37'57'’, 38'26'’ | Marcatori | 33'20'’ A. Cohen |

| Arbitri: | Eduardo Coelho Stephan Kammerer Dejan Nikolić |

|                               |           |                             |
| Ovadia 14'43'’ Zisman 27'46'’ | Marcatori | 19'38'’ Novak 36'36'’ Capar |

| Arbitri: | Stéphane Deraeve Dejan Nikolić Stephan Kammerer |

|                                                                                        |           |                   |
| Cuzzolino 2'14'’ Borruto 8'46'’, 35'59'’ Fragassi 10'03'’ Baptistella 14'33'’, 36'12'’ | Marcatori | 17'13'’ Teittinen |

| Arbitri: | Stephan Kammerer Dejan Nikolić Stéphane Deraeve |

|                                            |           |                                                                                      |
| Teittinen 1'10'’ Torvinen 18'33'’, 31'34'’ | Marcatori | 0'29'’, 3'51'’, 25'29'’ A. Cohen 0'54'’ Zur 10'29'’, 39'51'’ L. Cohen 19'26'’ Zisman |

| Arbitri: | Eduardo Coelho Stéphane Deraeve Dejan Nikolić |

|              |           |                                      |
| Capar 5'07'’ | Marcatori | 31'08'’ Borruto 32'07'’ (aut.) Capar |

### Gruppo 6
| Squadra         | P.ti | G | V | N | P | GF | GS | DR  |
| --------------- | ---- | - | - | - | - | -- | -- | --- |
| Ekonomac        | 9    | 3 | 3 | 0 | 0 | 13 | 4  | +33 |
| Akademia Pniewy | 6    | 3 | 2 | 0 | 1 | 11 | 5  | +6  |
| Action 21       | 3    | 3 | 1 | 0 | 2 | 13 | 9  | +4  |
| Kremlin-Bicêtre | 0    | 3 | 0 | 0 | 3 | 1  | 20 | -19 |

| Arbitri: | Francisco Peña Elçin Səmədli Hennadij Hora |

|                                                  |           |                |
| Cvetanović 1'01'’ Rajčević 11'04'’ Kocić 34'49'’ | Marcatori | 26'58'’ Łeszyk |

| Arbitri: | Vladimir Colbasiuc Hennadij Hora Elçin Səmədli |

| |           |  |
| Canaris 3'58'’ Liliu 4'54'’ Dujacquier 3'28'’, 14'55'’, 17'25'’ (rig.), 19'03'’ (rig.) Fossé 21'57'’ Ferrian 23'44'’ Anik 36'35'’ | Marcatori |  |

| Arbitri: | Elçin Səmədli Vladimir Colbasiuc Francisco Peña |

|                                                                                             |           |                                 |
| Janovský 2'55'’, 22'27'’ D. Pieczyński 11'19'’, 24'59'’ Stanisławski 29'40'’ Łeszyk 36'59'’ | Marcatori | 27'47'’ Lunetta 36'12'’ Canaris |

| Arbitri: | Hennadij Hora Francisco Peña Vladimir Colbasiuc |

|                                                                                               |           |                |
| Rajić 17'42'’ D. Souza 19'59'’ Kocić 26'59'’, 34'12'’ Rakić 33'36'’, 39'33'’ Rajčević 38'40'’ | Marcatori | 28'26'’ Kourar |

| Arbitri: | Francisco Peña Hennadij Hora Elçin Səmədli |

|  |           |                                                            |
|  | Marcatori | 1'31'’, 7'42'’, 30'13'’ D. Pieczyński 37'41'’ Lebiedziński |

| Arbitri: | Vladimir Colbasiuc Elçin Səmədli Hennadij Hora |

|                             |           |                                                      |
| Dujacquier 29'15'’, 37'38'’ | Marcatori | 2'06'’ Rajić 19'52'’ (aut.) Ferrian 32'00'’ Rajčević |

## Turno élite

### Girone A
| Squadra           | P.ti | G | V | N | P | GF | GS | DR |
| ----------------- | ---- | - | - | - | - | -- | -- | -- |
| Benfica           | 9    | 3 | 3 | 0 | 0 | 8  | 3  | +5 |
| Ekonomac          | 6    | 3 | 2 | 0 | 1 | 13 | 7  | +6 |
| Tajm Leopoli      | 3    | 3 | 1 | 0 | 2 | 6  | 10 | -4 |
| Nacional Zagabria | 0    | 3 | 0 | 0 | 3 | 2  | 9  | -7 |

| Arbitri: | Borut Šivic Sebastian Stawicki Gerd Bylois |

| |           |                  |
| Bojović 5'31'’, 13'10'’ Marinković 14'07'’ Rajčević 14'23'’ Kocić 21'56'’ Rakić 28'25'’ Rajić 38'26'’ | Marcatori | 35'07'’ Pavlenko |

| Arbitri: | Alexandr Remin Gerd Bylois Sebastian Stawicki |

|                |           |  |
| Queirós 8'55'’ | Marcatori |  |

| Arbitri: | Gerd Bylois Borut Šivic Alexandr Remin |

|                                                                |           |                   |
| Rajić 2'49'’ Rajčević 18'20'’ Kocić 37'07'’ Marinković 39'38'’ | Marcatori | 30'36'’ Ugarković |

| Arbitri: | Sebastian Stawicki Alexandr Remin Borut Šivic |

|                        |           |                                         |
| Jakunyn 31'51'’ (rig.) | Marcatori | 32'24'’ (rig.) Queirós 39'57'’ P. Costa |

| Arbitri: | Borut Šivic Gerd Bylois Sebastian Stawicki |

|               |           |                                                                   |
| Grcić 22'08'’ | Marcatori | 9'49'’ Bondar 22'31'’ Ovsyannikov 33'41'’ Skoryj 37'18'’ Ševčenko |

| Arbitri: | Alexandr Remin Sebastian Stawicki Gerd Bylois |

|                                                                      |           |                             |
| Diece 5'52'’, 24'37'’ A. Pereira 13'52'’ Queirós 25'49'’ Sol 26'28'’ | Marcatori | 16'50'’ Rajić 37'05'’ Rakić |

### Girone B
| Squadra       | P.ti | G | V | N | P | GF | GS | DR  |
| ------------- | ---- | - | - | - | - | -- | -- | --- |
| Montesilvano  | 7    | 3 | 2 | 1 | 0 | 14 | 3  | +11 |
| Sinara        | 6    | 3 | 2 | 0 | 1 | 16 | 5  | +11 |
| Araz Naxçıvan | 4    | 3 | 1 | 1 | 1 | 6  | 6  | 0   |
| AGBU Ararat   | 0    | 3 | 0 | 0 | 3 | 2  | 24 | -22 |

| Arbitri: | Stefanita Mugurel Vadan Petar Mantev Rajko Katanić |

|                                 |           |                |
| A. Silva 28'47'’ Felipe 32'35'’ | Marcatori | 15'30'’ Mihály |

| Arbitri: | Marcelino Blázquez Rajko Katanić Petar Mantev |

|                    |           |                             |
| Čistopolov 19'30'’ | Marcatori | 1'59'’ Forte 38'16'’ Foglia |

| Arbitri: | Rajko Katanić Marcelino Blázquez Stefanita Mugurel Vadan |

|                                |           |                                 |
| Caputo 24'56'’ Garcias 30'52'’ | Marcatori | 30'05'’ Bartolo 38'41'’ Borisov |

| Arbitri: | Petar Mantev Stefanita Mugurel Vadan Marcelino Blázquez |

| |           |                       |
| Chamadiev 4'43'’, 8'32'’ Agapov 6'25'’, 25'44'’ Čistopolov 13'14'’ (rig.), 14'31'’ (t.l.) Mal'cev 23'39'’ Čudinov 24'41'’ Fachrutdinov 28'31'’ Prudnikov 34'08'’ (rig.) Ivanov 35'04'’ (t.l.) Dedov 39'14'’ | Marcatori | 39'39'’ (t.l.) Mihály |

| Arbitri: | Rajko Katanić Petar Mantev Stefanita Mugurel Vadan |

|  |           | |
|  | Marcatori | 0'43'’, 9'49'’, 18'23'’ Rogério 3'27'’, 6'34'’, 13'54'’, 33'05'’, 34'50'’ Baptistella 12'44'’ Cuzzolino 22'46'’ Foglia |

| Arbitri: | Marcelino Blázquez Stefanita Mugurel Vadan Petar Mantev |

|                                       |           |                                           |
| Éder 8'15'’ Fərzəliyev 36'09'’ (rig.) | Marcatori | 11'41'’ Prudnikov 33'04'’, 38'16'’ Mochov |

### Girone C
| Squadra         | P.ti | G | V | N | P | GF | GS | DR |
| --------------- | ---- | - | - | - | - | -- | -- | -- |
| Qairat          | 7    | 3 | 2 | 1 | 0 | 10 | 3  | +7 |
| Iberia Star     | 4    | 3 | 1 | 1 | 1 | 5  | 8  | -3 |
| Slov-Matic FOFO | 3    | 3 | 1 | 0 | 2 | 5  | 6  | -1 |
| Akademia Pniewy | 3    | 3 | 1 | 0 | 2 | 5  | 8  | -3 |

| Arbitri: | Epaminondas Stamoulis Audrius Kancleris Karel Henych |

|                                               |           |                |
| Xavier 1'17'’ Roninho 18'17'’ B. Melo 37'45'’ | Marcatori | 31'59'’ Várady |

| Arbitri: | Petros Panayides Karel Henych Audrius Kancleris |

|                                                                       |           |  |
| Katata 2'30'’, 39'28'’ Giva 24'37'’ Kélson 25'58'’ Súleımenov 39'45'’ | Marcatori |  |

| Almaty 21 novembre 2010, ore 15:00 UTC+6 | Akademia Pniewy                                     | 5 – 0 A tav. referto | Iberia Star | Balwan Şolaq atındağı sport sarayı\| Arbitri: \| Karel Henych Epaminondas Stamoulis Petros Panayides \| |
| Arbitri:                                 | Karel Henych Epaminondas Stamoulis Petros Panayides |                      |             | |

| Arbitri: | Audrius Kancleris Petros Panayides Epaminondas Stamoulis |

|                                                    |           |                  |
| Katata 14'50'’ Léo Jaraguá 17'25'’ Santana 34'07'’ | Marcatori | 5'09'’ Brunovský |

| Arbitri: | Petros Panayides Epaminondas Stamoulis Audrius Kancleris |

|                                               |           |  |
| Várady 5'15'’ Fehérvári 19'57'’ Rafaj 37'54'’ | Marcatori |  |

| Arbitri: | Karel Henych Audrius Kancleris Petros Panayides |

|                                |           |                                       |
| Xavier 14'17'’ Roninho 16'00'’ | Marcatori | 1'43'’ Súleımenov 29'02'’ Léo Jaraguá |

### Girone D
| Squadra          | P.ti | G | V | N | P | GF | GS | DR  |
| ---------------- | ---- | - | - | - | - | -- | -- | --- |
| Sporting Lisbona | 7    | 3 | 2 | 1 | 0 | 13 | 8  | +5  |
| ElPozo Murcia    | 6    | 3 | 2 | 0 | 1 | 12 | 6  | +6  |
| Era-Pack Chrudim | 4    | 3 | 1 | 1 | 1 | 12 | 12 | 0   |
| City'us TM       | 0    | 3 | 0 | 0 | 3 | 6  | 17 | -11 |

| Arbitri: | Oleh Ivanov Elçin Məmmədov Sergej Velikij |

|                                                                                       |           |  |
| Jaison 11'13'’, 31'32'’ Vinícius 21'40'’ Boned 23'03'’ J. García 25'45'’ Olmo 27'06'’ | Marcatori |  |

| Arbitri: | Francesco Massini Sergej Velikij Elçin Məmmədov |

|                                                        |           |                                                                      |
| Divanei 7'22'’, 31'00'’ Cardinal 7'31'’ Leitão 35'45'’ | Marcatori | 11'58'’ (aut.) Cardinal 17'37'’ Dentinho 24'31'’ Max 39'50'’ Rešetár |

| Arbitri: | Elçin Məmmədov Francesco Massini Oleh Ivanov |

|                         |           |                                                          |
| M. Mareš 37'25'’ (t.l.) | Marcatori | 2'19'’ Vinícius 22'49'’ (aut.) Dentinho 34'47'’ Maurício |

| Arbitri: | Sergej Velikij Oleh Ivanov Francesco Massini |

|                                                               |           |                 |
| Matos 8'53'’ Alex 13'49'’ Marcelinho 18'53'’ Cardinal 38'34'’ | Marcatori | 25'57'’ Philipe |

| Arbitri: | Oleh Ivanov Francesco Massini Elçin Məmmədov |

|                                              |           |                                                                    |
| Olmo 3'01'’ Aparicio 21'55'’ De Bail 23'40'’ | Marcatori | 13'05'’, 19'51'’ Deo 22'50'’ (aut.) Vinícius 24'13'’, 39'16'’ Alex |

| Arbitri: | Sergej Velikij Elçin Məmmədov Francesco Massini |

|                                                                                |           | |
| F. Matei 8'53'’ Garibaldi 26'45'’ Philipe 33'07'’ Carlão 34'21'’ Ignat 35'03'’ | Marcatori | 9'02'’, 15'46'’, 23'31'’, 34'45'’ Douglas Júnior 10'10'’ Vladyka 33'19'’ (rig.) Dentinho 33'37'’ Max |

## Fase finale

### Semifinali
| Arbitri: | Danijel Janošević Pascal Lemal Ivan Šabanov |

|                                       |           |                          |
| Divanei 24'30'’ Caio 27'52'’, 36'35'’ | Marcatori | 34'09'’, 36'19'’ Santana |

| Arbitri: | Fernando Gutiérrez Ivan Šabanov Pascal Lemal |

|  |           |                                                      |
|  | Marcatori | 22'11'’ Cuzzolino 34'57'’ Borruto 35'56'’ Mammarella |

### Finale 3º posto
| Arbitri: | Pascal Lemal Ivan Šabanov Danijel Janošević |

|                                                |                      |                                                             |
| Santana 6'44'’ Sidnei 11'52'’ Felipe 36'14'’   | Marcatori            | 13'00'’ (t.l.) Queirós 23'13'’ G. Alves 30'51'’ César Paulo |
| Léo Jaraguá Santana Sidnei Jamanqulov Anderson | Tiri di rigore 5 – 3 | Marinho Queirós César Paulo P. Costa                        |

### Finale
| Arbitri: | Fernando Gutiérrez Danijel Janošević Ivan Šabanov |

|                         |           |                                                                                   |
| Leitão 31'37'’, 38'37'’ | Marcatori | 0'59'’ Garcias 7'08'’, 11'03'’ Foglia 19'52'’ Calderolli 29'16'’ (rig.) Cuzzolino |